# Дан Сване

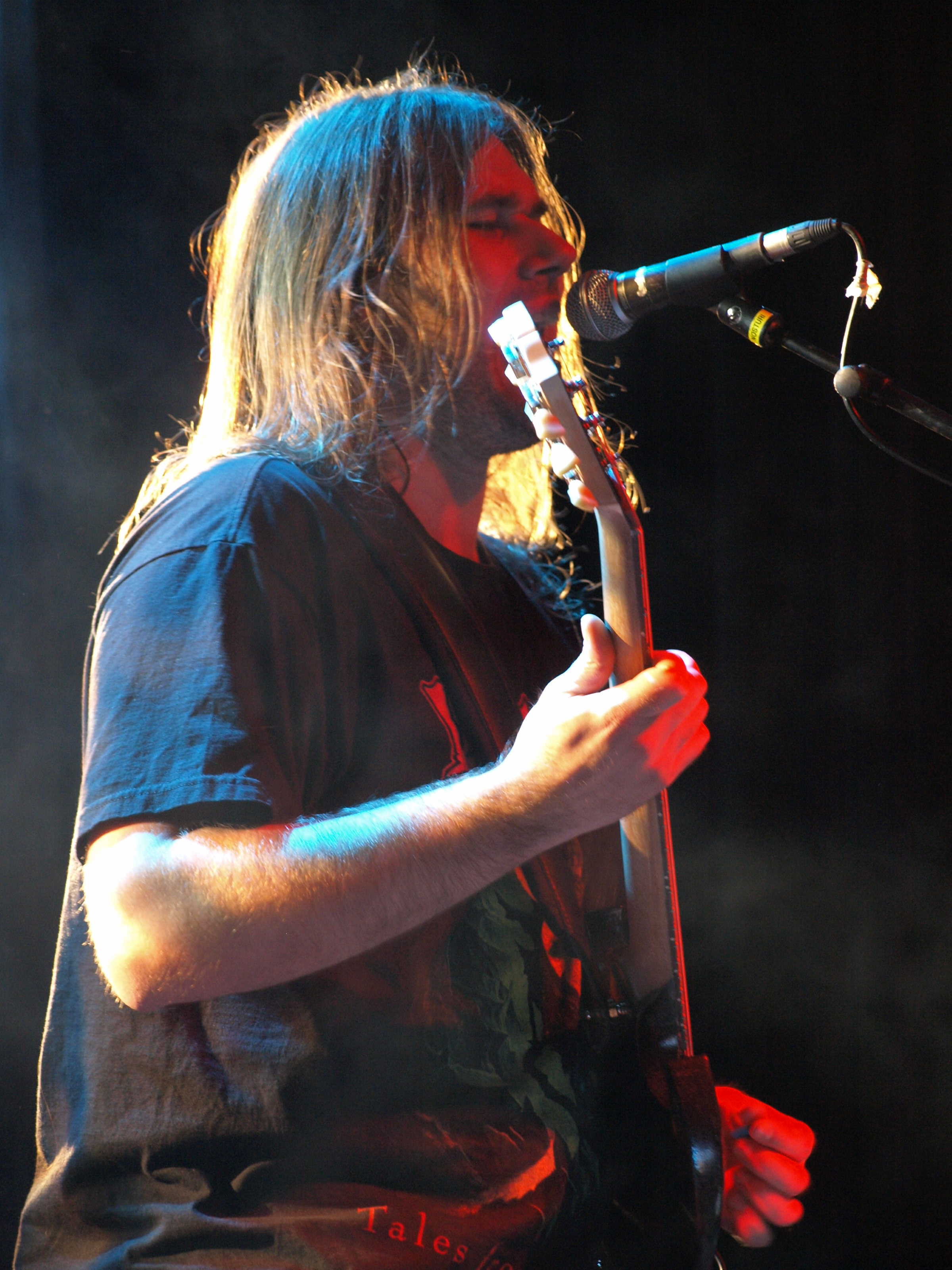
Dan Swanö, Nosturi 2008

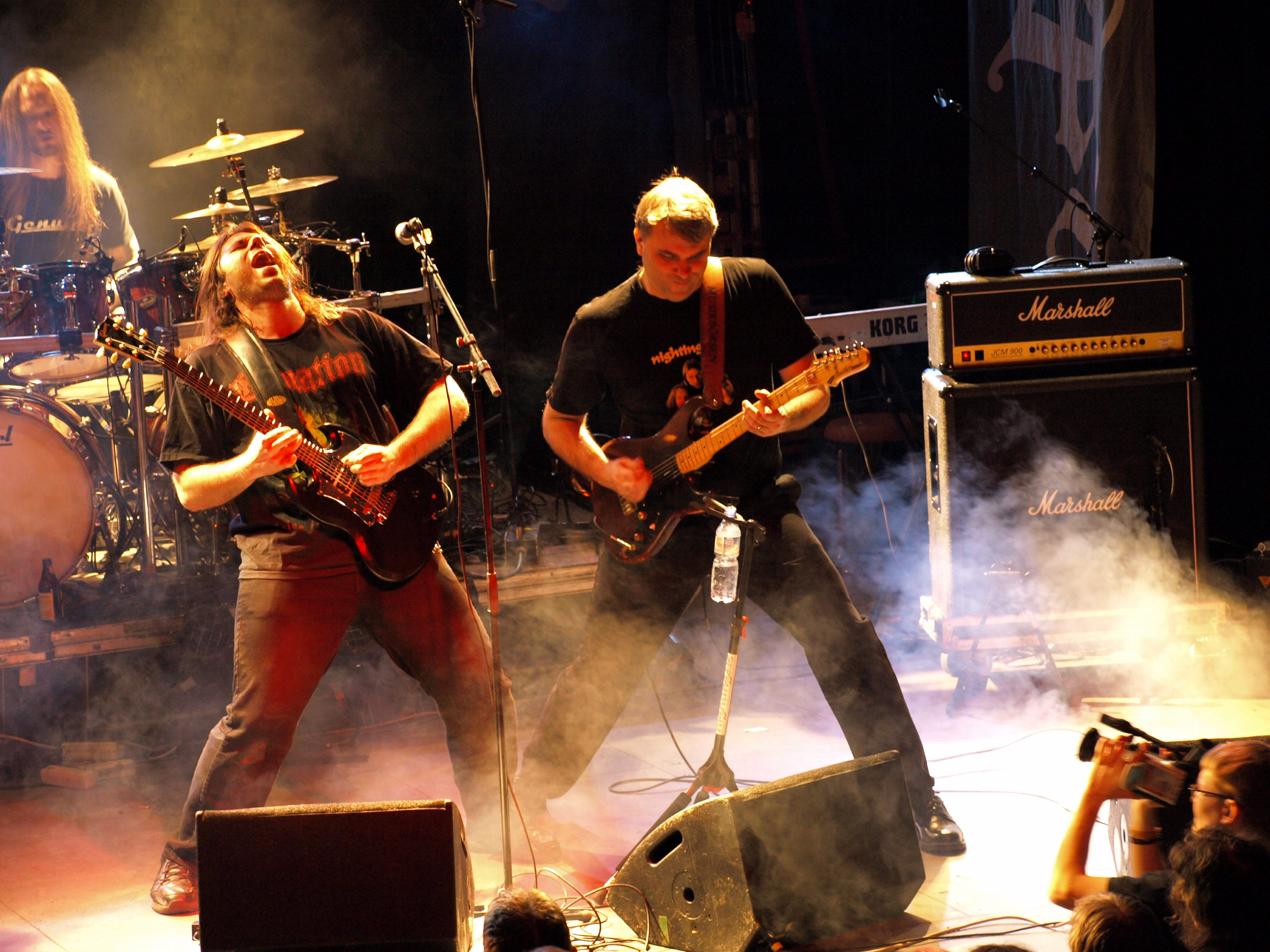
Dan и Dag Swanö, Nosturi 2008

Дан Сване (Dan Swanö) — шведський музикант, мульти-інструменталіст, співак і продюсер, який нині є учасником гуртів Nightingale та Witherscape, але став відомим як вокаліст та автор пісень прогресивного дет-метал гурту Edge of Sanity.

## Біографія
Народився 10 березня 1973 в Фінспонг, Остергетланд, Швеція. Попри відомість, велику кількість прихильників своєї творчості і, навіть, культовість за вклад у розвиток тяжкої музики, Сване займається музикою як хобі. Основне місце його роботи — музичний магазин неподалік від його будинку у Швеції.
Дана розглядають як впливового музиканта у жанрах мелодійного дет-металу, блек-металу, прогресивного металу, дет-металу та прогресивного року. Він відомий своїм прогресивним стилем написання пісень і тим, що часто використовує як чистий вокал, так і гроул.
Сване був учасником багатьох груп. Найвідоміші — Katatonia, Bloodbath, Edge of Sanity.

## Ghost та Unicorn
У 1983 році 10-річний Дан заснував гардрок проєкт Ghost разом зі своїм 12-річним другом Андерсом Мербі. Вони надихалися KISS і іншими класичними рок-групами кінця 1970-х — початку 1980-х. Молодий дует написав близько 60 пісень в період з 1983 по 1988-й роки, значна частина з яких була шведською мовою, але були й композиції англійською. Хлопці записали кілька демо і живих виступів, але, не дивлячись на свої зусилля, не уклали контракт на випуск альбому.
Проєкт трансформувався спочатку в Icarus, а у 1988 році, після приєднання до дуету Пітера Едвінзона, утворився прогресив-рок гурт Unicorn. Гурт випустив на лейблі Mellow Records два альбоми: «Ever Since» (1993) і «Emotional Wasteland» (1995).
У 2009 році гурт возз'єднався, щоб записати кавер-версію пісні «After Me» британського гурту Marillion для збірки «Recital For A Season's End — A Tribute To Marillion».
У 2017 році вийшла збірка «A Collection of Worlds — Resurrection».

##### Склад
- Дан Сване — вокал, ударні
- Андерс Мербі — гітара
- Пер Рунессон — бас
- Пітер Едвінзон — клавішні

## Pan.Thy.Monium
Шведський авангард-метал колектив, сформований у 1990 році Даном Сване з кількома учасниками Edge of Sanity. Гурт припинив діяльність у 1996 році, записавши три альбоми — «Dawn of Dreams» (1992), «Khaooohs» (1993) та «Khaooohs and Kon-Fus-Ion» (1996).

## Wintercure
Дет-метал проєкт Дана, відома тільки одна пісня «Feardrops», випущена у 1992 році.

## Moontower
У 1998 році Сване випустив сольний прогресивний дет-метал альбом «Moontower», на якому продемонстрував свій талант мультиінструменталіста, граючи на всіх інструментах (гітара, бас, ударні, клавішні), а також записавши всі вокальні партії. Він описав цей альбом «Якби Rush грали дет-метал у 1970-х».

## Odyssey
У 1999 році Дан разом з Річардом Густафссоном та Кентом Філіпсоном випустив EP проєкту Odyssey з трьома піснями.
У 2009 році Сване знову активізував Odyssey, але цього разу як сольний проєкт. Він записав сім каверів на свої улюблені пісні, і разом з трьома піснями дебютного EP вони були випущені у листопаді 2010 року на альбомі «Reinventing The Past». Дан записав всі інструменти та вокал, окрім гітарних соло у двох піснях, які виконали Маркус Вангала та Даґ Сване.

## Sörskogen
Прогресив-рок проєкт Дана Сване та Мікаеля Окерфельдта з Opeth.
Проєкт був названий на честь невеликої громади поблизу передмістя Стокгольма Гуддінге, де Мікаель репетирував зі своїм першим гуртом Eruption наприкінці 1980-х.
В мережі з'явився лише один трек під назвою «Mordet i Grottan [Архівовано 30 вересня 2007 у Wayback Machine.]» («Вбивство в печері»), на якому Дан грав на ударних, басу та клавішних, а Мікаель грав на гітарі та співав шведською. Згідно з деякими чутками, Фредрік Одерфярд створив музичне відео для «Mordet i Grottan», але воно так і не вийшло.
Деякі ідеї з пісні пізніше були перероблені Мікаелем для пісні «Toid Rid the Disease» з альбому Opeth «Damnation».
Подейкують, що записані ще три композиції: «Stupet» («Опадання»), «Den första Maj» («Перше травня») та «Byan» (шведське сленгове слово на означення «Села»).

## Karaboudjan
Сольний авангард-метал проєкт Дана Сване. Єдиний EP проєкту, «Sbrodj» вийшов у 2001 році.
У музиці Karaboudja присутні такі жанри, як прогресив-метал, індастріал і навіть зук.
Лірика проєкту заснована на серії коміксів «Пригоди Тентена», випущених в кінці 1920-х років. У випуску «Краб із золотими клешнями» Karaboudjan — це корабель, на якому Тентен вперше зустрічається з капітаном Хеддоком, який пізніше стане одним з головних персонажів. Самі назви пісень збігаються з назвами випусків із серії коміксів — «Рейс 714 до Сіднею», «Чорний острів» і «Таємнича зірка». Назва альбому «Sbrodj» взята з тих же коміксів і означає назву області в вигаданому балканському королівстві, де таємно та успішно розроблялася космічна програма в 1950-х роках.
Імена музикантів, вказані у буклеті, відповідають персонажам «Пригод Тентена», хоча і дані у шведському перекладі:
- Allan (guitar);
- Agent Sponz, Abdallah (synthesizers);
- General Alcazar (drums).
- Serafim Svensson, Wolf (saxophone);
- Dr. Muller, Szut (Moog synthesizer).

Всі вони швидше за все означають Дана Сване, хоча Серафимом Свенсоном може бути його брат Даґ, який і раніше записував партії саксофона на альбомах проєктів Дана.

## Гурти, в яких Сване брав участь
- Overflash — ударні, програмування (1986-?)
- Brejn Dedd — ударні (1988—1990)
- Unicorn — вокал, ударні, бас, саксофон (1988-…)
- Edge of Sanity — УСЕ (1989—1997, 2003)
- Masticate — гітара, бас, вокал (1990)
- Pan.Thy.Monium — бас, клавішні, програмування (1990—1996)
- Route Nine — вокал, гітара, бас, клавішні (1990-)
- Godsend — вокал, клавішні (1991—1997)
- Incision (1991—1992)
- Katatonia — клавішні, ударні (1992—1993, 1999)
- Maceration — вокал, клавішні (1992)
- Total Terror — вокал, гітара (1992, 2009)
- Diabolical Masquerade — ударні, бек-вокал, клавішні (1993—2004)
- Infestdead — гітара, бас, програмування (1994—2007)
- Nightingale — вокал, гітара, клавішні (1995-)
- Steel — вокал (1996—1998)
- Dan Swanö — УСЕ (1998-…)
- Odyssey — вокал, ударні, клавішні (1999)
- Bloodbath — ударні, гітара, бас, бек-вокал (1999—2006)
- Karaboudjan — вокал (2001)
- Star One — вокал (2002)
- Ribspreader — ударні, гітара (2003—2005)
- Another Life — ударні, клавішні (2003)
- Frameshift — вокал (2005-)
- Demiurg — гітара, клавішні (2006-)
- Darkcide — гітара, бас, вокал (2007)
- Witherscape — вокал, ударні, клавішні (з 2013)
- Sörskogen
- Stygg Död
- Obliterhate